# Arthur’s Quoit

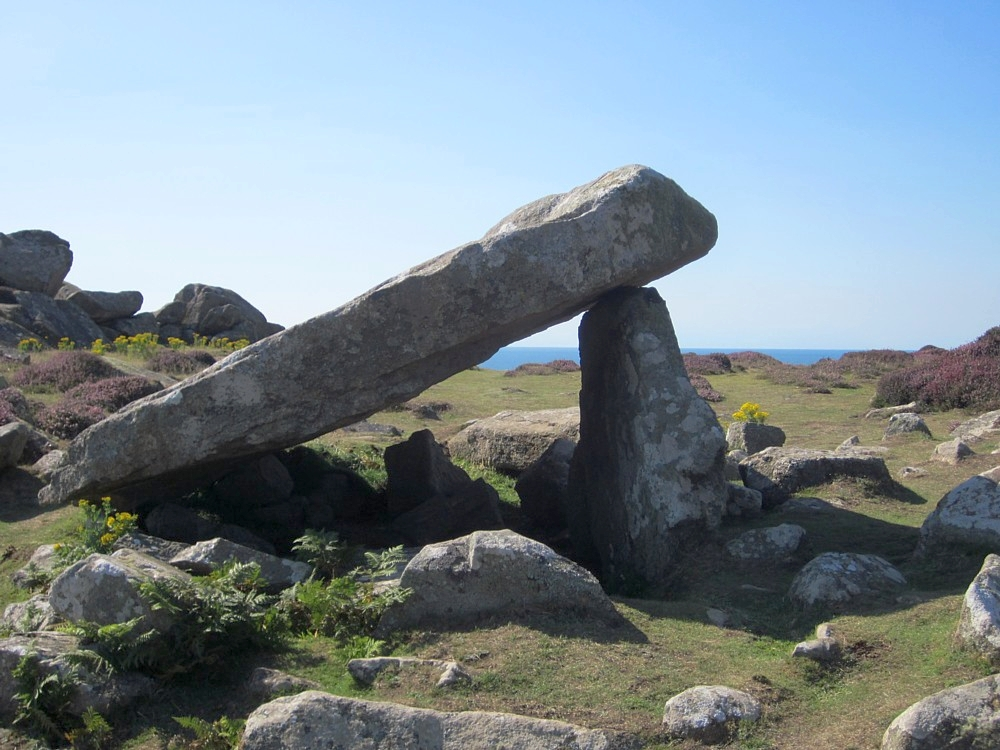
Arthur’s Quoit nahe St David’s in Pembrokeshire

Der Arthur’s Quoit, bekannt auch als Coetan Arthur, ist ein etwa 5000 Jahre altes Portal Tomb aus der Jungsteinzeit. Es liegt in der Nähe des Orts St Davids in Pembrokeshire in Wales. Anlagen dieser Art bezeichnet man in Cornwall und Wales als Quoit.

## Lage

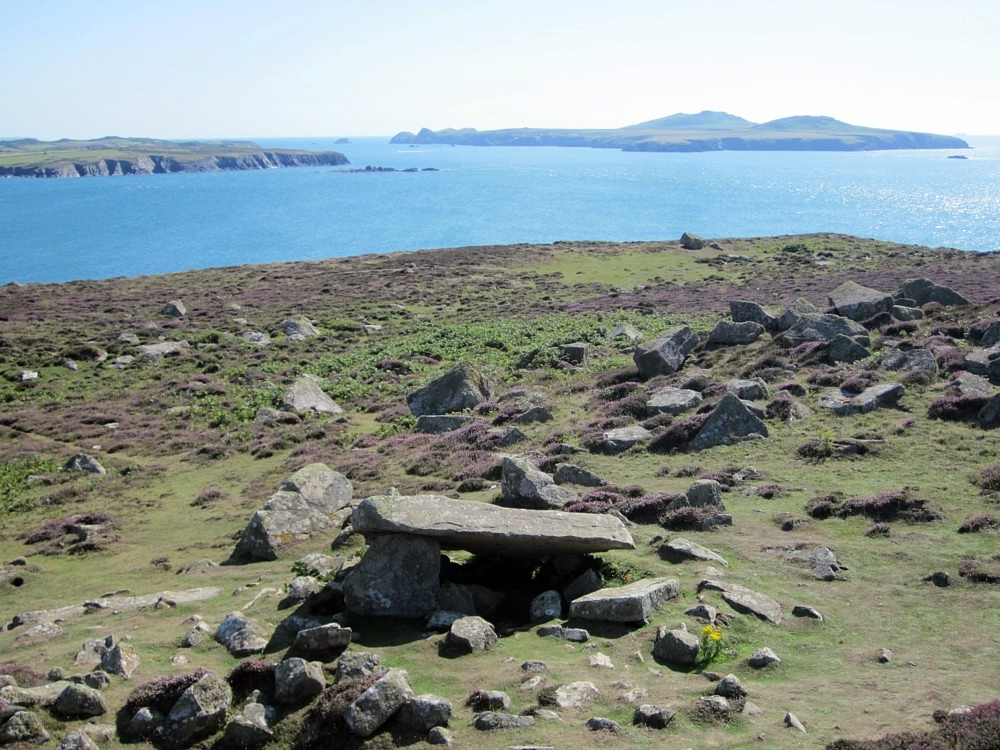
Arthur’s Quoit und St David’s Head

Der Quoit befindet sich am St David’s Head nahe dem Meer. Die Lage mit einem Panoramablick ist typisch für Portalgräber dieser Art. Manche Forscher nehmen an, dass dadurch ein bestimmtes Gebiet beansprucht wurde und die Gemeinschaft in engere Beziehung mit dieser Gegend treten sollte. An der Megalithanlage vorbei führt der Pembrokeshire Coast Path. In der Nähe befinden sich weitere Portalgräber:
- Devil’s Quoit (St Columb Major)
- King’s Quoit
- Carreg Coetan Arthur

## Aufbau

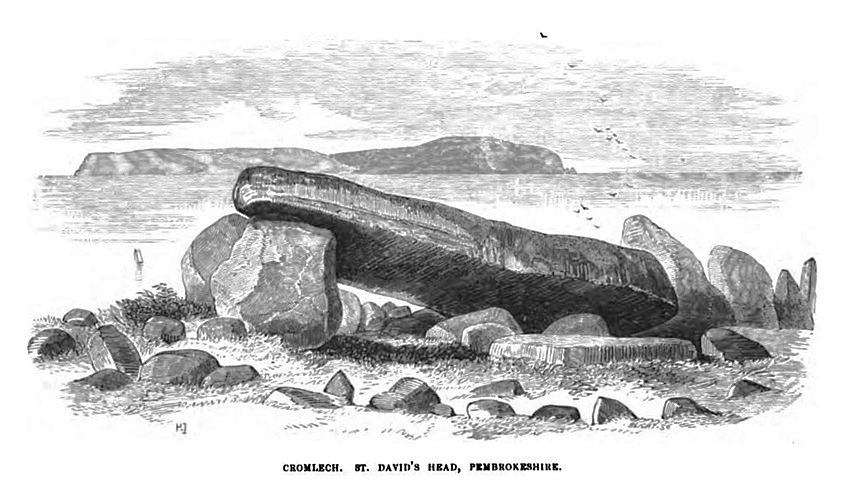
Radierung aus der Archaeologia Cambrensis

Das eingestürzte Grab besteht heute aus einem 1,5 m hohen Tragstein, der einen großen Deckstein mit 5,9 m Länge und 2,6 m Breite stützt. Das andere Ende des Decksteins liegt direkt auf dem Erdboden auf. Zwei weitere Megalithe, die wahrscheinlich früher die Deckplatte trugen, liegen umgestürzt neben dem Deckstein. Die Kammer befindet sich teilweise unter dem Bodenniveau. Um die Kammer herum findet man noch Überreste einer Aufschüttung, da der Arthur’s Quoit allem Anschein nach wie andere Portalgräber dieses Typs früher durch einen Erdhügel bedeckt war. Die Tragsteine und die Deckplatte befanden sich damals im Innern der Anlage. Reste eines Zugangs befinden sich westlich von der Kammer.